# Cultuurraad voor de Franse Cultuurgemeenschap
De Cultuurraad voor de Franse Cultuurgemeenschap was van 1971 tot 1980 de voorloper van het Parlement van de Franse Gemeenschap van België. 
De Belgische Grondwet van 1970 had de Franse Cultuurgemeenschap ingericht, naast de Nederlandse en de Duitse, die eigen bevoegdheden kregen op het gebied van taal en cultuur, en in zeer beperkte mate ook onderwijs.
De Cultuurraad voor de Franse Cultuurgemeenschap werd niet rechtstreeks verkozen, maar werd samengesteld uit de Franstalige kamerleden en senatoren. 
De cultuurgemeenschappen kregen een eigen minister, die wel deel bleef uitmaken van de nationale regering, de minister voor de Franse cultuur, zoals er ook een minister voor de Nederlandse cultuur in dezelfde regering zat. 